# Ebrantshausen
Ebrantshausen is een plaats in de Duitse gemeente Mainburg, deelstaat Beieren.